# Sant Feliu de Buixalleu

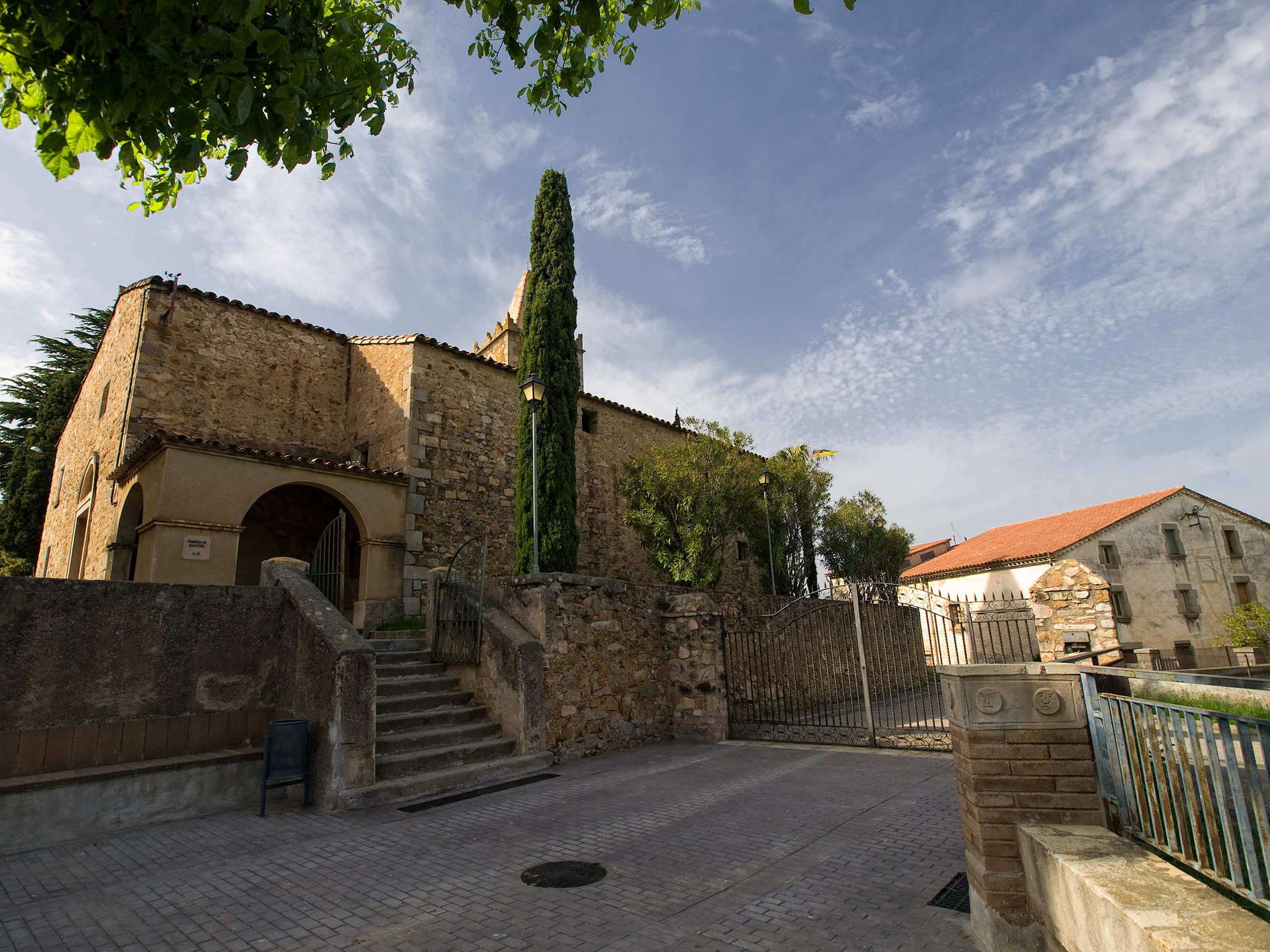
Kerk van Sant Feliu de Buixalleu

Sant Feliu de Buixalleu is een gemeente in de Spaanse provincie Girona in de regio Catalonië met een oppervlakte van 62 km². Sant Feliu de Buixalleu telt 799 inwoners (1 januari 2016).

## Demografische ontwikkeling
Bron: INE, 1857-2011: volkstellingen
Opm.: In 1860 werd Massanes een zelfstandige gemeente